# Shinisauria

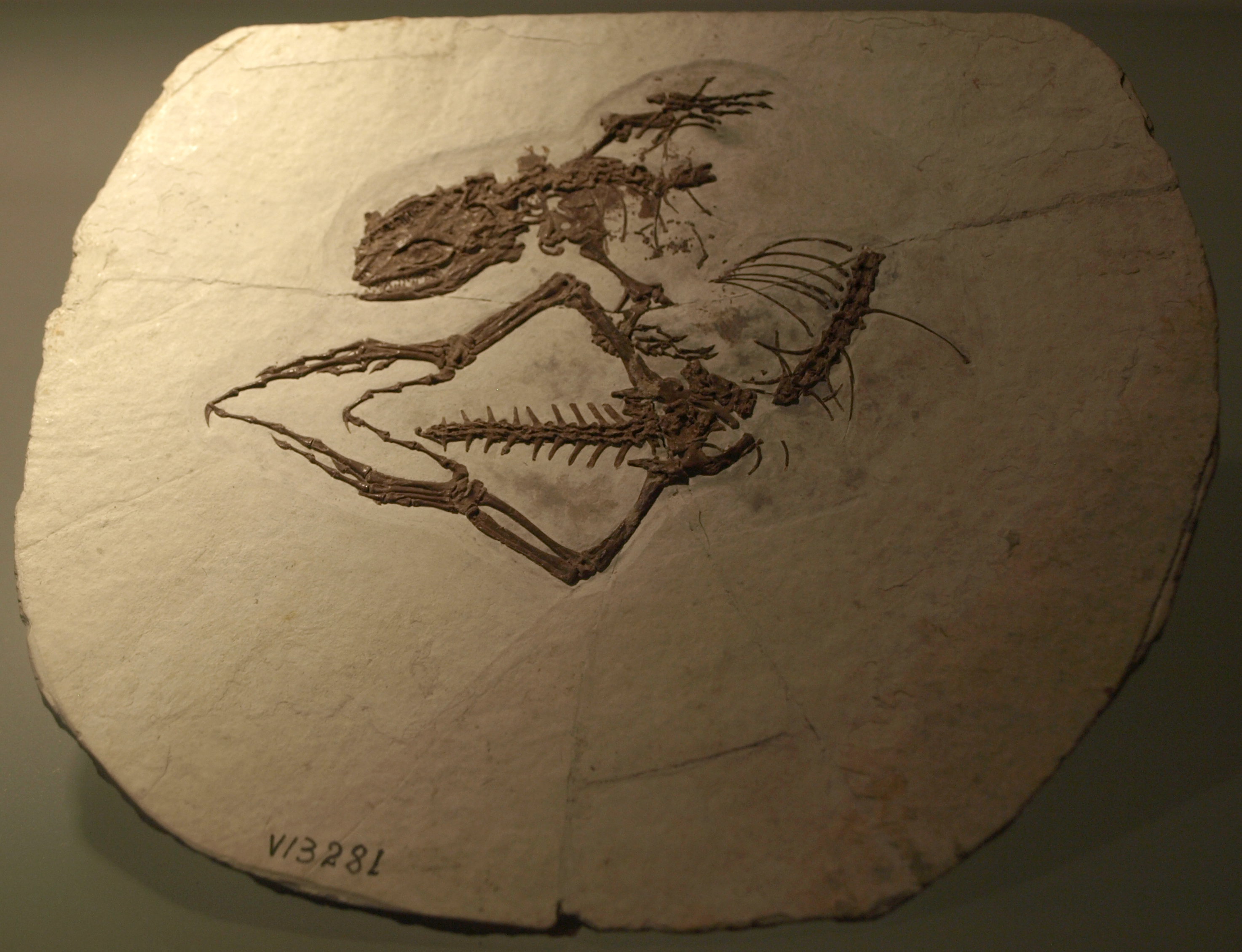
Скам'янілість Dalinghosaurus longidigitus, найдавнішого відомого шинізавра

Shinisauria — це клада, або еволюційне угруповання ангіморфних ящірок, що включає живого шинізавра крокодилового Shinisaurus та кількох його найближчих вимерлих родичів. Shinisauria названа у 2008 році як таксон на основі стебла, щоб включити всі ангіморфи, більш тісно пов'язані з Shinisaurus, ніж з будь-яким іншим лускатим. Кілька недавніх філогенетичних аналізів еволюційних зв'язків ящірок помістили Shinisauria в базальне положення в межах клади Platynota, яка також включає варанів, гелодерматид і вимерлих мозазаврів. Раніше вважалося, що шинізаври були тісно пов'язані з родом Xenosaurus, але зараз вони вважаються далекими родичами в межах Anguimorpha. Літопис скам'янілостей шинізаврів поширюється на ранню крейду з далінгозавром, який походить із аптської формації Ісянь у Китаї. Наразі відомі ще два вимерлих шинізавра: Bahndwivici з еоцену Вайомінгу та Merkurosaurus з пізнього олігоцену Німеччини та раннього міоцену Чехії. Невизначений шинізавр відомий із ізольованого хвоста, знайденого в еоценовій ямі Мессель у Німеччині.